# Pierre-Georges Castex
Pour les articles homonymes, voir Castex.

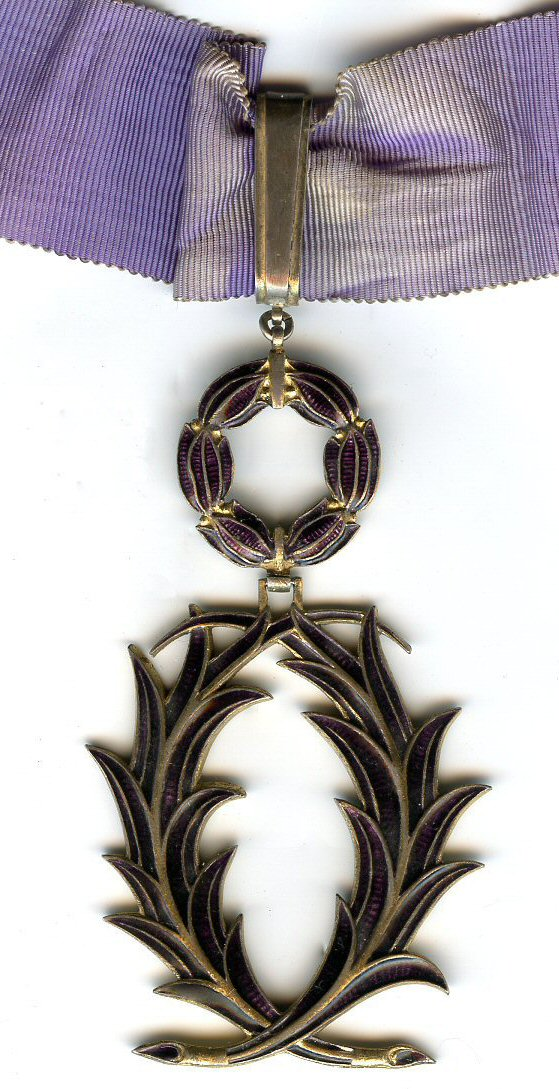
Insigne de l'Ordre des Palmes Académiques

Pierre-Georges Castex, né à Toulouse (Haute-Garonne) le 20 juin 1915 et mort à Paris 12e le 9 décembre 1995, est un universitaire français.

## Biographie
Ancien élève de l'École normale supérieure (1935), agrégé de lettres en 1938, docteur ès lettres en 1951, il était professeur à Beauvais en 1938 puis à Saint-Maur en 1942. En 1946–1947, il exerça ensuite les fonctions d'assistant à la Sorbonne. De 1947 à 1956, il enseigna à la faculté des Lettres de Lille. De 1956 à 1982, Castex a été professeur de littérature moderne à la Sorbonne et, depuis 1974, membre de l'Académie des sciences morales et politiques .
Il était parent de  l'ancien sénateur-maire Marc Castex, et marié avec Marie-Madeleine Fargeaud.

## Travail
Castex est, avec Paul Surer et Georges Becker, l'auteur d'un Manuel des études littéraires françaises en 6 volumes (un par siècle), destiné aux élèves de lycée et aux étudiants de troisième cycle.
On lui doit aussi un travail d'édition important, en particulier pour l'établissement des œuvres complètes de Villiers de l'Isle-Adam, une étude sur Alfred de Musset, ainsi que la préface de nombreux ouvrages, dont Le Rouge et le Noir de Stendhal.
Il est également le maître d'œuvre de l'édition complète des romans, contes, nouvelles, études philosophiques, études analytiques (volume XI) et ébauches (volume XII) rattachées à La Comédie humaine d'Honoré de Balzac, publiée sous sa direction en douze volumes dans la bibliothèque de la Pléiade. On y trouve tous les textes de La Comédie humaine, avec une étude très fouillée sur l'historique de la publication de chacun, des introductions et des notes, depuis les romans les plus connus jusqu'aux Ébauches rattachées à la Comédie humaine dont l'analyse et la présentation soulignent l'importance. Il a aussi participé à l'édition complète de Villiers de l'Isle-Adam dans la bibliothèque de la Pléiade.
L'Académie des sciences morales et politiques récompense annuellement d'un prix Pierre-Georges Castex « une étude d'histoire ou de critique littéraire, écrite dans notre langue, consacrée pour l'essentiel à une œuvre ou à des œuvres appartenant au patrimoine national, de préférence déjà publiée, ou bien en voie de publication. »
L’Académie française lui a décerné le prix de la critique en 1976 pour l’ensemble de son oeuvre.
Castex est promu commandeur des Palmes académiques en 1995.

## Ouvrages
- Anthologie du conte fantastique Français , José Corti, 1947
- Victor Hugo, Hernani, Librairie Arthème Fayard, 1948, notice et annotations.
- Le Conte fantastique en France de Nodier à Maupassant, Librairie José Corti, 1951
- Alfred de Vigny, l'homme l'œuvre, Boivin et Cie., coll. « Connaissance des lettres », 1960
- Voltaire, Micromégas, Candide, L'Ingénu, 1982
- Horizons romantiques, José Corti, 1989

## Distinctions honorifiques
- Commandeur de l'ordre des Palmes académiques (1995)
- : Croix pro Merito Melitensi